# تو دوك باو ساو
| لا يوجد |

كانت تو دوك باو ساو ( بالهاندية : 嗣德寶鈔) سلسلة من العملات النقدية الفيتنامية كبيرة الحجم، أُنتجت في عهد الإمبراطور تو دوك ‏ ابتداءً من عام ١٨٦١ لتُكمّل عملات تو دوك ثونغ باو (بالهندية: 嗣德通寶) النقدية المعاصرة المصنوعة من النحاس والزنك ذات القيمة الاسمية الأعلى. وقد لاقت هذه العملات استحسانًا واسعًا من عامة الناس، نظرًا لانخفاض قيمتها الجوهرية نسبيًا مقارنةً بقيمتها الاسمية، ولذلك خفضت الحكومة الفيتنامية قيمة عملة تيان واحدة إلى ٥٠ فان، وسمحت باستخدامها لدفع الضرائب.    
تو دوك باو ساو هي أول سلسلة عملات نقدية فيتنامية تستخدم فئة văn (文) لتحل محل فئة phân (分) التي كانت تعتمد على الوزن سابقًا.  

## تاريخ

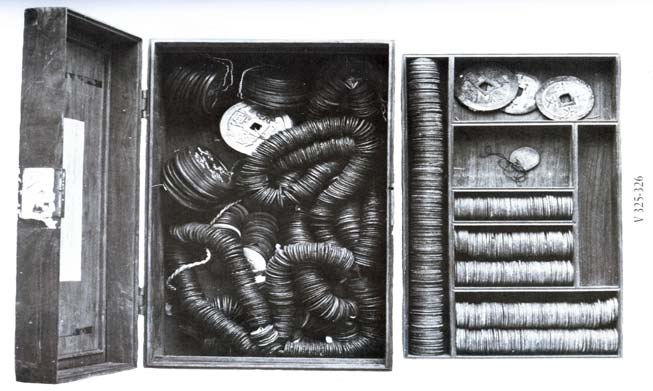
صندوق دفع ضُبِطَ في مقاطعة بينه دينه في عام 1884 يحتوي على سلاسل متعددة من عملات تو دوك باو ساو النقدية وسلاسل من عملات نقدية من فئات أقل.

قُدِّمَت تو دوك باو ساو أو دونغ ساو (銅鈔، سبائك النحاس) من قبل وزارة الإيرادات (戸部، Hộ Bộ ) في عام تو دوك 14 (1961) للمعاملات الكبيرة والضرائب نيابة عن مخازن حكومة داي نام ، وكان تقديم تو دوك باو ساو بمثابة إعادة تعريف فئات تيان أو ماش و تشوان (سلاسل من العملات النقدية) حيث جُعِلَ تشوان يساوي 10 ماش و ماش واحد يعادل 60 عملة كاش من الزنك، وبموجب أسعار الصرف هذه كان 1 تشوان يساوي سلسلة من 600 عملة نقدية من الزنك.  قُدِّمَت سلسلة دونغ ساو من العملات النقدية لأن العملات النقدية المصنوعة من الزنك كانت ثقيلة في الكمية بحيث يصعب حملها لدفع مبالغ أكبر من المال، ولهذا الغرض قدمت الحكومة نظامًا للوحدات النقدية التي تُحدَّد من خلال قيمتها الاسمية في العملات النقدية المصنوعة من الزنك بدلاً من قيمتها السوقية الجوهرية، ومن المحتمل أن يكون هذا مستوحى من العملات الصينية المعاصرة في عصر شيانفينج في عهد أسرة تشينغ حيث تودوِلَت العملات المعدنية ذات الفئات الكبيرة من 4 إلى 1000 فان جنبًا إلى جنب مع القليل من الاختلاف في القيمة الجوهرية في نظام ائتماني ، كما استخدم الفيتناميون هذا النظام أيضًا. عندما اُقتُرِحَ تو دوك باو ساو لأول مرة، اقترح كبار رجال ‏ البلاط الإمبراطوري في داي نام زيادة وزن تو دوك ثونغ باو النحاسية ببساطة لجعلها أكثر قيمة نسبيًا لعملات تو دوك ثونغ باو النقدية المصنوعة من الزنك حيث كانت عملة نقدية نحاسية واحدة تزن 9 فان تساوي أربع عملات نقدية من الزنك.  أُشير إلى قيمة عملات دونغ ساو النقدية على ظهر العملات المعدنية المعبر عنها بقيمتها بالعملات النقدية الزنكية مسبوقة بالحرف準(chuẩn، الذي يُعتبر مساوٍ لـ)، على الرغم من حقيقة أن Sao (鈔) تعني "عملة ورقية"، على الرغم من أن فئات هذه العملات حاولت بشكل غير كامل أخذ القيمة المقابلة للعملات النقدية النحاسية والزنكية في الاعتبار مما يعني أنه لا يمكن اعتبارها مؤهلة تمامًا كعملة ورقية.  حددت وزارة الإيرادات في داي نام في الأصل سعر الصرف بين عملة تو دوك باو ساو النحاسية والعملات النقدية الزنكية بشكل كبير لصالح الفئات الأكبر والتي لم تقبلها السوق مما أدى إلى محاولة البلاط الإمبراطوري تعديل سعر الصرف بشكل أكبر لقيم الصرف المعاصرة للعملات النقدية النحاسية والزنكية المتداولة.  في يناير 1868 بموجب مرسوم حُدِّدَ سعر الصرف بين النقود النحاسية 9 فان والعملات النقدية الزنكية بنسبة 1:4 لتحل محل النسبة المبكرة 1:2.67 التي كانت موجودة منذ عام 1858.   اُستُقبِلَت تو دوك باو ساو بشكل عام بشكل جيد من قبل سكان داي نام على الرغم من حقيقة أن تداولها انخفض بسبب قوتها الشرائية العالية مقارنة بقيمتها الجوهرية حتى قُلِّلَ وزنها، وهو ما قامت به الحكومة لتتوافق مع التبادل الرسمي الجديد بين العملات النقدية النحاسية والزنكية. 
منذ سبتمبر 1870، انخفض وزن سلسلة تو دوك باو ساو من العملات النقدية، لكنها احتفظت بنفس القيم الاسمية والفئات. 80٪ من عملات تو دوك باو ساو النقدية المنتجة في سلسلة عام 1870 كانت من فئة 60 فان .  كانت النسبة في السبائك بين النحاس والزنك في هذه السلسلة غير منتظمة للغاية حيث كانت عملات 10 فان تحتوي على 25٪ نحاس و 75٪ زنك بينما كانت عملات 60 فان تحتوي على 11.1٪ نحاس و 88.9٪ زنك فقط. صدر مرسوم في عام 1870 خفض القيمة السوقية لعملات الزنك النقدية إلى النصف مما أدى إلى تعظيم الربحية التي كانت الحكومة تحققها من إنتاج تو دوك باو ساو لأنها كانت منخفضة الوزن بالنسبة لقيمتها الاسمية.  تسببت هذه السياسات الجديدة في فشل تو دوك باو ساو، ولكن نظرًا لعدم رضا السكان عن هذه العملات المعدنية التي كانت قليلة الاستخدام بالفعل، حيث رفض الناس هذه العملات المعدنية الأحدث ذات الوزن المنخفض، وكان لا بد من إعادة صهرها حيث لم تُستخدم إلا عندما أجبر السياسيون الناس على ذلك.  تُخُلِّيَ عن هذه العملات المعدنية فورًا تقريبًا بعد تصنيعها ونادرًا ما كان يحتفظ بها الأفراد، ومع ذلك فقد احتفظ بها بكميات كبيرة مؤسسو المعادن وتجار التحف خاصة في أماكن مثل هانوي حيث كان هناك الكثير من الأوروبيين . 
السلسلة الأخرى من عملات تو دوك باو ساو النقدية ليست مقومة بالفان (عدد العملات النقدية) ولكن بوحدات محاسبية مثل ماش (陌) وكوان (貫، "سلاسل العملات النقدية")، وعلى عكس العملات السابقة المقومة بالفان، يمكن اعتبار هذه العملات عملة ورقية.  لم تُذكَر هذه السلسلة من تو دوك باو ساو في السجلات الفيتنامية المعاصرة.  غالبًا ما تكون القيمة الجوهرية لهذه العملات أعلى بعشر مرات فقط من العملات النقدية ذات الفئة الأقل بينما تكون قيمتها الاسمية أعلى بمئة مرة، ومن المحتمل أنه لم تُقَدَّم هذه العملات لأن قيمتها الاسمية ستكون مختلفة جدًا عن النظام الحالي بحيث لا يقبلها السكان. 

## قراءة النقوش العكسية

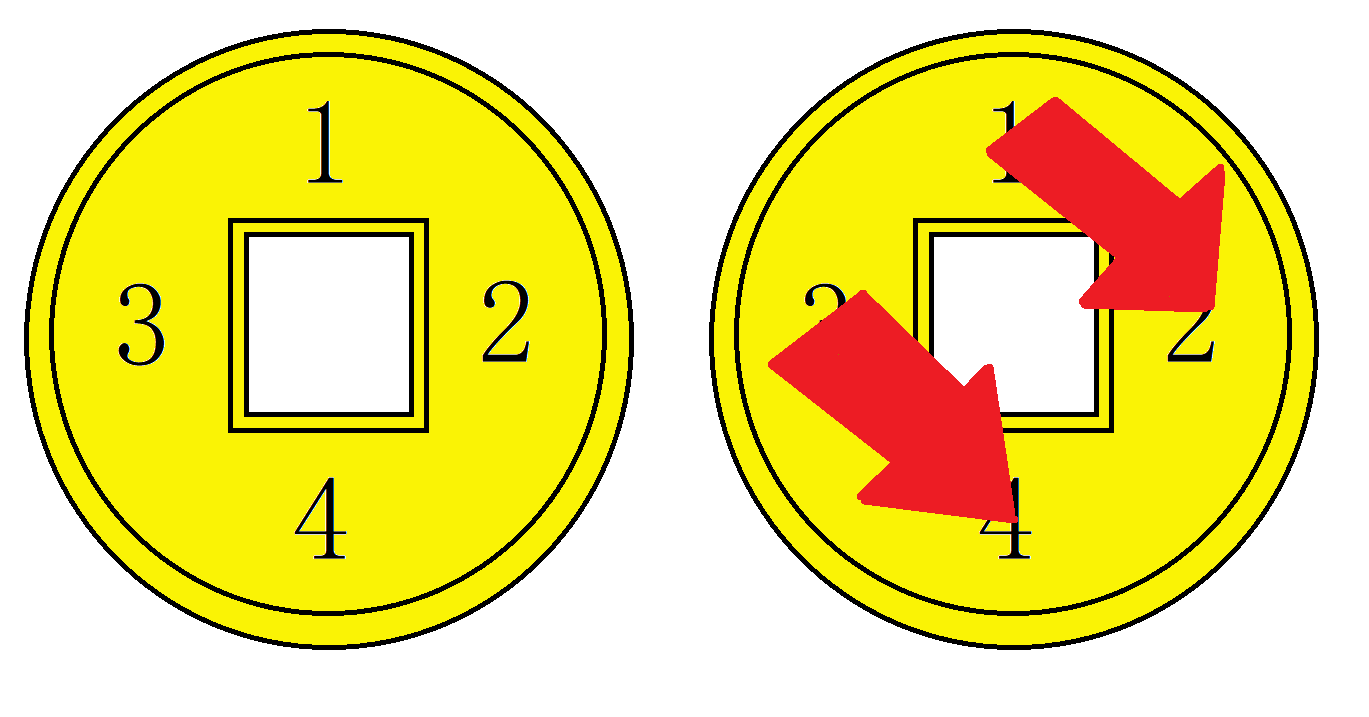
الطريقة غير التقليدية المستخدمة لقراءة الجانب الخلفي لمعظم العملات النقدية من نوع تو دوك باو ساو (嗣德寶鈔).

يُقرَأ الوجه الخلفي من تو دوك باو ساو بطريقة غير تقليدية، حيث تقرأ العملات النقدية عادةً من الأعلى إلى الأسفل إلى اليمين إلى اليسار (المعروف باسم "نمط +")، كما هو الحال بالنسبة للوجه الأمامي لهذه السلسلة.  هذا ليس هو الحال مع الوجه الخلفي الذي يُقرأ بالترتيب من الأعلى (الساعة 12)، واليمين (الساعة 3)، واليسار (الساعة 9)، ثم الأسفل (الساعة 6).  على سبيل المثال، يُقرأ الوجه الخلفي للعملة المعدنية فئة 60 فان على النحو التالي Chuẩn lục thập văn (準六十文)، وليس Chuẩn văn lục thập (準文六十)، على الرغم من أن القراءة غير الصحيحة قد اقترحها بعض المؤلفين مثل لاكروا وتُستَخدَم في مصادر مثل كتالوج العملات في مجموعة المكتبة الوطنية الفرنسية . 
أشار المؤلف الفرنسي ألبرت شرودر إلى القراءة الصحيحة المذكورة في مرسوم أصدرته حكومة سلالة نغوين في عام 1861. 
تحتوي تو دوك باو ساو ذات القيم الاسمية الأعلى من 60 văn على نقوش عكسية تتم قراءتها بالطريقة النموذجية (أعلى أسفل اليمين يسار)، على سبيل المثال Chuẩn đang nhị mạch (準當二陌) بدلاً من Chuẩn nhị đang mạch (準二當陌) إذا قُرِءَت بالطريقة المذكورة أعلاه. 

## قائمة العملات النقدية تو دوك باو ساو
قائمة العملات النقدية ذات الفئات الكبيرة الصادرة في عهد الإمبراطور تو دوك:   
| فئة              | تشو هان (النقش العكسي)          | سنوات من سك العملة | وزن         | جميع الصور | صورة |
| ---------------- | ------------------------------- | ------------------ | ----------- | ---------- | ---- |
| 10 فان           | 準十文 (تشوان ثاب فان)          | 1861               | 5.66 جرام.  | لا يوجد    |      |
| 10 فان           | 準一十文 (اختيار المحرر)        | 1870               | 5.66 جرام.  | لا يوجد    |      |
| 20 فان           | 準二十文 (تشوان نهو ثاب فان)    | 1861–1870          | 11.33 جرام. | لا يوجد    |      |
| 30 فان           | 準三十文 (تشوان تام ثاب فان)    | 1861–1870          |             | لا يوجد    |      |
| 40 فان           | 準四十文 (تغيير الاسم)          | 1870               | 12.20 جرام. | لا يوجد    |      |
| 50 فان           | 準五十文 (تشوان نجو ثاب فان)    | 1861               | 23.40 جرام. |            |      |
| 50 فان           | 準五十文 (تشوان نجو ثاب فان)    | 1870               | 12.75 جرام. |            |      |
| 60 فان           | شكرا جزيلا (تشوان لوك ثاب فان)  | 1870               | 12.20 جرام. |            |      |
| 2 ماتش (120 فان) | 準當二陌 (اختيار المواد)        | 1870               | 20.52 جرام. | لا يوجد    |      |
| 3 ماتش (180 فان) | 準當三陌 (تشوان دانج تام ماتش)  | 1870               |             | لا يوجد    |      |
| 8 ماتش (480 فان) | 準八陌 (تشوان دانج بات ماتش)    | 1870               | 35.4 جرام.  | لا يوجد    |      |
| 9 ماتش (540 فان) | 準當九陌 (تغيير حجم المحرك)     | 1870               | 28.03 جرام. | لا يوجد    |      |
| 1 كوان           | 準當一貫 (تشوان دانج نهات كوان) | 1870               | 32.96 جرام. | لا يوجد    |      |